# Trottenreuth
Trottenreuth ist ein Gemeindeteil des Marktes Presseck im Landkreis Kulmbach (Oberfranken, Bayern). Trottenreuth liegt in der Gemarkung Schlackenreuth.

## Geografie
Das Dorf liegt in Hanglage südwestlich vom Pressecker Knock (690 m ü. NHN). Eine Gemeindeverbindungsstraße führt nach Presseck zur Staatsstraße 2195 (1,7 km nordwestlich) bzw. nach Schlackenreuth (0,8 km nordöstlich). Ein Anliegerweg führt zur Petersmühle (0,7 km südöstlich).

## Geschichte
Gegen Ende des 18. Jahrhunderts bestand Trottenreuth aus 8 Gütern. Das Hochgericht sowie die Grundherrschaft übte die Herrschaft Wildenstein aus.
Mit dem Gemeindeedikt wurde Trottenreuth dem 1808 gebildeten Steuerdistrikt Presseck und der 1818 gebildeten Ruralgemeinde Schlackenreuth zugewiesen. Am 1. Januar 1972 wurde Trottenreuth im Rahmen der Gebietsreform in die Gemeinde Presseck eingegliedert.

### Baudenkmäler
- Haus Nr. 2: Kleinhaus

- Haus Nr. 4: Zweigeschossiges Wohnstallhaus, vermutlich erstes Viertel des 19. Jahrhunderts, mit Satteldach, drei zu vier Achsen; Erdgeschoss verputzt massiv, Obergeschoss Fachwerk, an der südlichen Langseite sichtbar, sonst verschiefert; profiliertes, hölzernes Traufgesims.[8] Das Haus listete Karl-Ludwig Lippert in dem Buch Landkreis Stadtsteinach von 1964 als Kunstdenkmal auf. Es ist in der Denkmalschutzliste nicht aufgeführt, da es entweder nicht aufgenommen, abgebrochen oder stark verändert wurde.

### Einwohnerentwicklung
| Jahr      | 001818 | 001819 | 001861 | 001871 | 001885 | 001900 | 001925 | 001950 | 001961 | 001970 | 001987 |
| Einwohner |        | 78     | 84     | 84     | 80     | 60     | 43     | 41     | 39     | 32     | 27     |
| Häuser    | 11     |        |        |        | 10     | 10     | 10     | 10     | 10     |        | 12     |
| Quelle    | [ 6 ]  | [ 10 ] | [ 11 ] | [ 12 ] | [ 13 ] | [ 14 ] | [ 15 ] | [ 16 ] | [ 17 ] | [ 18 ] | [ 1 ]  |

## Religion
Trottenreuth ist seit der Reformation evangelisch-lutherisch geprägt und nach Heilige Dreifaltigkeit (Presseck) gepfarrt.